# ريبيلين ديفلوبمنتز
ريبيليِن ديفلوبمنتز (بالإنجليزية: Rebellion Developments) هي شركة بريطانية مطورة لألعاب الفيديو، تأسست عام 1991.

## ألعاب
- ميدل أوف أونر: أندرغراوند
- سنايبر إليت
- شال شاك :بلود تريلز
- سنايبر إليت في2
- سنايبر إليت 3
- راجع قائمة ألعاب ريبيلين ديفلوبمنتز

## وصلة خارجية
الموقع الرسمي
 (الإنجليزية)